# Vlag van Piaam

Vlag van Piaam

De vlag van Piaam is de dorpsvlag van het Nederlandse dorp Piaam, in de Friese gemeente Súdwest-Fryslân. Deze vlag is ontworpen door Klaes Sierksma. De vlag werd in 1955 aangenomen en in 1969 geregistreerd.
Bij gemeenteraadsbesluit van 19 april 1955 zijn een vlag vastgesteld voor de 27 dorpen van de vroegere gemeente Wonseradeel. Deze vlag is ontworpen door Klaes Sierksma.

## Ontwerp
De vlag bestaat uit diagonale vlakken van groen en blauw linksgeschuind, met tussen in een gele dwarsbalk. Aan de mastzijde toont een blauwe verticale baan met daarin een wit blokje.

## Verklaring
De herkomst en betekenis van de kleuren groen, blauw en geel is onbekend. De mastzijde toont de vlag van Wonseradeel, de gemeente waar Piaam eerder tot behoorde.

## Zie ook

Wapen van Piaam